# Esmorzar a Plutó
Esmorzar a Plutó  (títol original: Breakfast on Pluto) és una pel·lícula dirigida el 2005 pel cineasta irlandès Neil Jordan. El film està basat en la novel·la del mateix títol escrita per Patrick McCabe, qui també va col·laborar amb Jordan en el guió de la pel·lícula. Ha estat doblada al català.
Ambientat a Irlanda en els anys 60 i 70, el film narra la història de Patrick/Kitten/Patricia (Cillian Murphy), una transsexual òrfena, el somni de la qual és trobar a la seva mare biològica, que la va abandonar per establir-se a Londres.
La pel·lícula, a més d'exposar les dificultats dels transsexuals per subsistir, també mostra el conflicte norirlandès i el terrorisme de l'IRA en la seva època més cruenta, així com la xenofòbia cap als irlandesos que aquest conflicte va provocar a Gran Bretanya.

## Argument
En la dècada dels 60 al poble fictici de Tyrellin, prop de la frontera amb l'Ulster, la mare de Patrick l'abandona a la casa del seu pare biològic, el sacerdot Pare Liam (Liam Neeson). El petit Patrick va creixent amb la seva família adoptiva i els seus amics Charlie, Irwin i Lawrence, un nen amb síndrome de Down el pare del qual explica a Patrick que la seva mare era la dona més atractiva del poble per la seva semblança amb l'actriu Mitzi Gaynor, i li revela que va abandonar Tyrellin per viure a Londres.
Ja sent un adolescent, Patrick escriu una redacció per al seu estricte col·legi catòlic en la qual amb la seva irreverent imaginació, conjectura sobre la relació entre els seus pares biològics. L'escrit causa un escàndol tant entre els sacerdots del col·legi com en la seva família adoptiva, que el renyen durament. L'incident porta Patrick a deixar el seu poble sense tenir on anar.
Fent auto-stop coneix a un extravagant grup de glam rock, amb el cantant del qual inicia una relació sentimental. A partir d'aquest moment Patrick viurà una sèrie de desventures fins a arribar a Londres, on començarà la recerca de la seva mare.

## Repartiment
- Cillian Murphy: Patrick/Patricia "Kitten" Braden.
- Liam Neeson: pare Liam.
- Stephen Rea: Bertie Vaughan.
- Brendan Gleeson: John Joe Kenny.
- Gavin Friday: Billy Hatchett.
- Ruth Negga: Charlie.
- Laurence Kinlan: Irwin.
- Seamus Reilly: Lawrence.
- Eva Birthistle: Eily Bergin.
- Ian Hart: PC Wallis.
- Steven Waddington: Inspector Routledge.
- Liam Cunningham: el primer ciclista.
- Patrick McCabe: mestre Peepers Egan.
- Conor McEvoy: Patrick Braden (als deu anys).

## Premis i nominacions
Cillian Murphy va ser guardonat amb el premi IFTA (Premis de cinema i televisió irlandesos) al millor actor el 2007. Neil Jordan va guanyar tant el premi IFTA al millor director,com el premi al millor guió juntament amb McCabe. El 2005 va ser nominada al Globus d'Or al millor actor musical o còmic (Cillian Murphy) i va rebre 2 nominacions en els Premis del Cinema Europeu com pel·lícula i actor (Murphy)

## Crítica
- "La delicada mirada de Jordan traça amb tanta fondària com a senzillesa un relat que transita diferents camins, tots ells personals, íntims i escruixidors."[3]
- "El millor Jordan del segle XXI (...) meravella colorista (...) una petita obra mestra."[4]
- "Una obra mestra d'un mestre del cinema"[5]